# Expeditie Robinson 2009
Expeditie Robinson 2009 is het tiende seizoen van Expeditie Robinson, dat werd uitgezonden vanaf 3 september 2009 op RTL 5 in Nederland en op 2BE in België. Het is het eerste seizoen gepresenteerd door Evi Hanssen en Eddy Zoëy, na het overlijden van Ernst-Paul Hasselbach in oktober 2008.
Het seizoen begon met enkel 16 vrouwen. Pas in de tweede aflevering werden ook de mannen bekendgemaakt, die eerst een jungletocht moesten overleven om zo de expeditie te bereiken.
Vanaf dit jaar moeten de kandidaten na de samensmelting op 2 verschillende personen stemmen. De 2 (of 3 en meer, bij een gelijke stand) moeten een duel spelen. Degene die dit verliest ligt uit het spel. Dit duel bestaat uit het bouwen van één gezamenlijke blokkentoren. Degene die het blok er op legt, waardoor de toren omvalt, moet de expeditie verlaten.
Tijdens de finale eilandraad kon er gestemd worden op 3 personen, de uiteindelijke winnaar werd Marcel Vandezande.

## Expeditieleden
| Kandidaten                                         | Aflevering | Aflevering | Aflevering | Aflevering | Aflevering | Aflevering | Aflevering | Aflevering | Aflevering | Aflevering | Aflevering | Aflevering | Aflevering | Aflevering | Aflevering | Resultaat                                        |
| Kandidaten                                         | 01         | 02         | 03         | 04         | 05         | 06         | 07         | 08         | 09         | 10         | 11         | 12         | 13         | 14a        | 14b        | Resultaat                                        |
| -------------------------------------------------- | ---------- | ---------- | ---------- | ---------- | ---------- | ---------- | ---------- | ---------- | ---------- | ---------- | ---------- | ---------- | ---------- | ---------- | ---------- | ------------------------------------------------ |
| Marcel Vandezande 53, Gran Canaria, Spanje         |            |            |            |            |            |            |            |            |            |            |            |            |            |            |            | 3de finalist Proef gewonnen van Jeroen en Dennis |
| Marcel Vandezande 53, Gran Canaria, Spanje         |            |            |            |            |            |            |            |            |            |            |            |            |            |            |            | 3de finalist Proef gewonnen van Jeroen en Dennis |
| Rita Berger 32, Breda, Nederland                   |            |            |            |            |            |            |            |            |            |            |            |            |            |            |            | 2de finalist Proef gewonnen van Jeroen           |
| Rita Berger 32, Breda, Nederland                   |            |            |            |            |            |            |            |            |            |            |            |            |            |            |            | 2de finalist Proef gewonnen van Jeroen           |
| Marina Harvent 46, Hoboken, België                 |            |            |            |            |            |            |            |            |            |            |            |            |            |            |            | 1ste finalist Proef gewonnen van alle vrouwen    |
| Marina Harvent 46, Hoboken, België                 |            |            |            |            |            |            |            |            |            |            |            |            |            |            |            | 1ste finalist Proef gewonnen van alle vrouwen    |
| Jeroen Schuurman 39, Zwolle, Nederland             |            |            |            |            |            |            |            |            |            |            |            |            |            |            |            | Verloren van Marcel #4                           |
| Dennis Hogendoorn 35, Rotterdam, Nederland         |            |            |            |            |            |            |            |            |            |            |            |            |            |            |            | Verloren van Marcel #5                           |
| Esmeralda Izeboud 38, Bergen op Zoom, Nederland    |            |            |            |            |            |            |            |            |            |            |            |            |            |            |            | Verloren van Dennis #6                           |
| Kurt Vroman 44, Marke, België                      |            |            |            |            |            |            |            |            |            |            |            |            |            |            |            | Verloren van Jeroen #7                           |
| Marjolein Cornet 26, Amsterdam, Nederland          |            |            |            |            |            |            |            |            |            |            |            |            |            |            |            | Verloren van Rita #8                             |
| Igor Vermeulen 38, Utrecht, Nederland              |            |            |            |            |            |            |            |            |            |            |            |            |            |            |            | Verloren van Kurt en Marjolein #9                |
| Simone Katrisiotis 40, Wageningen, Nederland       |            |            |            |            |            |            |            |            |            |            |            |            |            |            |            | Verloren van Jeroen #10                          |
| Yolanda Koelhof 29, Rotterdam, Nederland           |            |            |            |            |            |            |            |            |            |            |            |            |            |            |            | Afgevallen door proef #11                        |
| Jill Stevens 20, Astene, België                    |            |            |            |            |            |            |            |            |            |            |            |            |            |            |            | Afgevallen door proef #12                        |
| Eva Gollner 26, Herentals, België                  |            |            |            |            |            |            |            |            |            |            |            |            |            |            |            | Afgevallen door proef #13                        |
| Sabine Rogghé 35, Keerbergen, België               |            |            |            |            |            |            |            |            |            |            |            |            |            |            |            | Weggestemd #14                                   |
| Esther Moret 29, Krimpen aan den IJssel, Nederland |            |            |            |            |            |            |            |            |            |            |            |            |            |            |            | Weggestemd #15                                   |
| Carolien Van De Steen 27, Waasmunster, België      |            |            |            |            |            |            |            |            |            |            |            |            |            |            |            | Weggestemd #16                                   |
| Carine 40, Brussel, België                         |            |            |            |            |            |            |            |            |            |            |            |            |            |            |            | Vrijwillig #17                                   |
| Birgit Aarsman 20, Zwanenburg, Nederland           |            |            |            |            |            |            |            |            |            |            |            |            |            |            |            | Vrijwillig #18                                   |
| Doreen Bratescu 22, Antwerpen, België              |            |            |            |            |            |            |            |            |            |            |            |            |            |            |            | Geëvacueerd wegens ziekte #19                    |
| Lianne Langkamp 25, Nijmegen, Nederland            |            |            |            |            |            |            |            |            |            |            |            |            |            |            |            | Weggestemd #20                                   |
| Bea Uvin 31, Brussel, België                       |            |            |            |            |            |            |            |            |            |            |            |            |            |            |            | Afgevallen door proef #21                        |

 Kamp Noord
 Kamp Zuid
 Junglemissie
 Samensmelting
 Finalist
 Winnaar
 Tweede
 Derde